# ماغدا سابو
ماغدا سابو (بالمجرية: Szabó Magda)‏ هي كاتِبة وكاتبة للأطفال وكاتبة سيناريو ومترجمة وشاعرة مجرية، ولدت في 5 أكتوبر 1917 في دبرتسن في المجر، وتوفيت في 19 نوفمبر 2007 في بودابست في المجر.

## وصلات خارجية
- ماغدا سابو على موقع IMDb (الإنجليزية)
- ماغدا سابو على موقع مونزينجر (الألمانية)
- ماغدا سابو على موقع ألو سيني (الفرنسية)
- ماغدا سابو على موقع أول موفي (الإنجليزية)
- ماغدا سابو على موقع قاعدة بيانات الفيلم (الإنجليزية)
- ماغدا سابو على موقع كينوبويسك (الروسية)